# Emil Weeger
Emil Josef Leopold Weeger (29. srpna 1819 Staré Brno – 2. března 1893 Brno) byl moravský podnikatel a politik německé národnosti, poslanec Moravského zemského sněmu.

## Biografie
Narodil se otci Leopoldu Weegerovi (1791–1849), majiteli továrny na kůže na Starém Brně (v roce 1848 působil jako moravský zemský poslanec), a matce Theresii, rozené Haupt (1798–1872). V roce 1848 se oženil s Antonií Prager (1830–1871), s kterou počal syna Karla (1849–1913). Bratr Leopold Weeger se věnoval vojenské dráze, byl vysokým důstojníkem rakousko-uherské armády a nositelem Řádu železné koruny.
Emil Josef Leopold Weeger vystudoval gymnázium v Brně a Mikulově, po ukončení středoškolského vzdělání navštěvoval vzdělávací institut Friedricha Augusta von Klinkowströma ve Vídni a byl posluchačem vídeňské techniky, kde ho zaujaly přírodní vědy. Po studiích nastoupil do otcovy továrny na Starém Brně. Na četných zahraničních cestách získával nové poznatky o technologii vyčiňování kůží. S úmrtím jeho otce roku 1849 je datováno jeho převzetí rodinného podniku, který provozoval až do roku 1852. Průmyslový a živnostenský adresář města Brna z roku 1862 (Handels-, Gewerbe- und allgemeines Adressenbuch nebst dem Häuser-Verzeichnisse der Landeshauptstadt Brünn) uvádí Emila Weegera jako c. k. továrníka kožedělného zboží a majitele domu, bydlištěm Staré Brno, Bürgergasse 151 (nyní Křížová ulice č. 16).
Už v roce 1848 začal být činný ve veřejném a politickém životě, kdy vstoupil jako aktivní člen do Zemského vlasteneckého podpůrného spolku pro Moravu (Patriotische Landes-Hilfsverein für Mähren). Od roku 1850 do roku 1868 byl členem brněnské obchodní a živnostenské komory. Od roku 1850 do roku 1867 rovněž působil jako člen obecního a okresního výboru v Brně. Zasadil se o transformaci starobrněnské národní školy na hlavní školu a o zřízení nižší reálné školy ve Starém Brně. Patřil mezi zakladatele Moravského živnostenského spolku. V letech 1872-1873 byl členem konsorcia pro výstavbu vídeňského Akvária u příležitosti Světové výstavy 1873. V roce 1878 inicioval vznik německého „Brněnského rybochovného spolku” (Brünner Fischzucht-Verein), který byl v roce 1881 přeměněn na „První moravský rybářský spolek” (Erster mährischer Fischereiverein in Brünn) a kterému předsedal, později byl jeho čestným členem. V roce 1887 se zasadil o vznik Moravského zemského rybářského spolku (Mährischer Landes-Fischereiverein) a až do smrti působil jako jeho prezident. Byl členem odborných agronomických organizací a napsal několik studií o chovu ryb. V roce 1872 byl povolán na ministerstvo orby coby poradce při přípravě zákona o rybářství. Od císaře Františka Josefa I. obdržel Zlatý záslužný kříž.
Byl dlouholetým starostou Starého Brna. V 60. letech se zapojil i do vysoké politiky. V zemských volbách v roce 1861 byl zvolen za kurii městskou, obvod IV. okres Brno (Staré Brno) do Moravského sněmu. Mandát zde obhájil v zemských volbách v lednu 1867. Na sněmu byl referentem pro stavbu jízdeckých kasáren na Moravě. Uváděl se jako kandidát tzv. Ústavní strany, liberálně a centralisticky orientované. V krátce poté konaných zemských volbách v březnu 1867 se mezi zvolenými poslanci již neuvádí. Kandidoval tehdy opět v kurii měst, ale neuspěl. Pak se ještě počátkem dubna 1867 snažil získat mandát v kurii obchodních a živnostenských komor, kde měl jisté šance coby významný člen Ústavní strany. V jeho neprospěch ovšem hrál fakt, že nepatřil mezi funkcionáře obchodní komory v Brně, takže nakonec mandát získal Carl Mauritz Turetschek. Zemřel v březnu 1893 ve věku 74 let.